# Brass Monkey (пісня)
«Brass Monkey» — пісня американського хіп-хоп гурту Beastie Boys, видана як четвертий сингл з їх дебютного альбому Licensed to Ill (1986). В пісні використовуються семпли пісні «Bring It Here» у виконанні гурту Wild Sugar, а також драм-машина Roland TR-808. Кавер-версію пісні записав Річард Чіз для свого альбому Aperitif for Destruction.

## Позиції в чартах
| Чарт (1987)                     | Найвища позиція |
| ------------------------------- | --------------- |
| Billboard Hot 100               | 48              |
| Billboard Hot R&B/Hip-Hop Songs | 83              |

| Чарт (2012)                 | Найвища позиція |
| --------------------------- | --------------- |
| Billboard Rap Digital Songs | 32              |